# يوكي يامانواوشي
يوكي يامانواوشي (باليابانية: 山之内 優貴) (18 سبتمبر 1994 في كاغوشيما في اليابان – )؛ هو لاعب كرة قدم ياباني سابق كان يلعب كلاعب وسط.

## وصلات خارجية
- يوكي يامانواوشي على موقع رابطة كرة القدم اليابانية للمحترفين (اليابانية)
- يوكي يامانواوشي على موقع قاعدة بيانات كرة القدم.إي يو (الإنجليزية)
- يوكي يامانواوشي على موقع Soccerway.com (الإنجليزية)